# Costas Philippou
Constantinos Philippou, född 29 november 1979, är en cypriotisk före detta MMA-utövare som tävlade i organisationen Ultimate Fighting Championship.